# Lidka Wiśniewska
Lidka Wiśniewska – fikcyjna postać literacka z książki Janusza Przymanowskiego „Czterej pancerni i pies”, a także filmowa z polskiego serialu telewizyjnego pod tym samym tytułem (1966–1970).

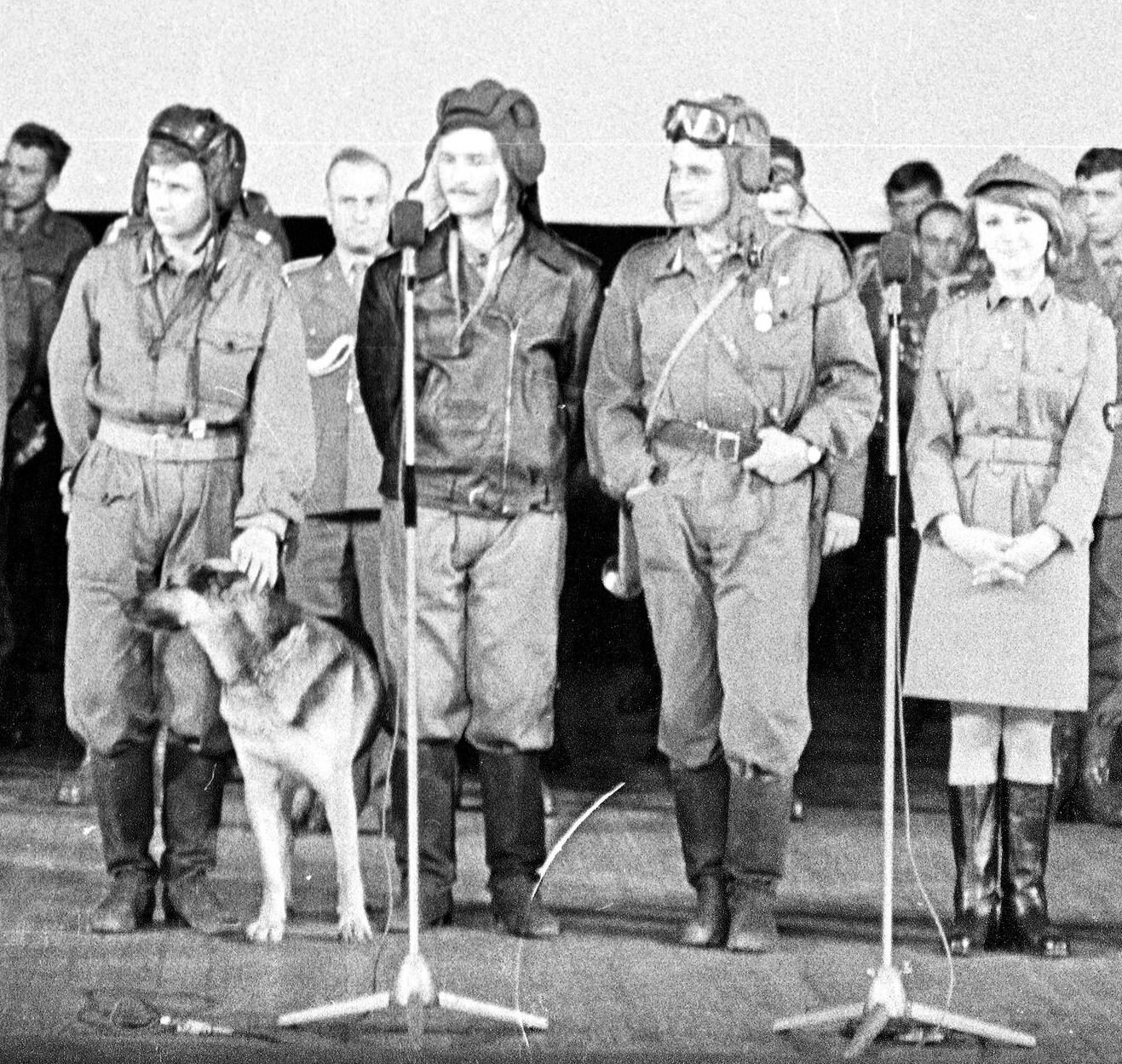
Aktorzy serialu w mundurach czołgistów na scenie – od lewej Janusz Gajos (Janek Kos), Szarik, Włodzimierz Press (Grigorij Saakaszwili), Roman Wilhelmi (Olgierd Jarosz), Małgorzata Niemirska (Lidka Wiśniewska). Premiera serialu w Sali Kongresowej Pałacu Kultury i Nauki (1966)

## Życiorys
Lidka była rodowitą warszawianką. Po wybuchu II wojny światowej znalazła się w Związku Radzieckim. Razem z Jankiem i Gustlikiem trafiła do 1 Brygady Pancernej, gdzie po ukończeniu kursów została radiotelegrafistką w sztabie jednostki. Był nią zauroczony Janek, którego odrzuciła dla chorążego Zenka, dowódcy czołgu 101, który poległ pod Studziankami. W serii drugiej Lidka stara się odbić Kosa Marusi. W ostatniej trzeciej serii wzięła udział w szturmie Berlina (w trzecim tomie powieści przebywała w tym czasie w szpitalu w wyniku poparzenia, ratując dokumenty zezwalające Marusi na ślub z Jankiem). 
Od początku serialu był w niej zakochany Grześ, którego Lidka nie zauważała. Pod koniec serialu i powieści odwzajemniła jednak jego uczucia, godząc się na ślub i wyjazd do Gruzji.

## Odznaczenia
- Medal Zwycięstwa i Wolności 1945 – odznaczenie noszone na ślubie Janka z Marusią i Gustlika z Honoratą[1].

## Stopnie wojskowe
- plutonowy - przez cały serial od odcinka 2.

## Pierwowzór historyczny
Pierwowzorem Lidki była pochodząca z Cieszyna Lidia Mokrzycka, która w 1939 trafiła na Syberię. Tam wstąpiła do 1 BPanc, gdzie została radiotelegrafistką. Po wojnie poślubiła Michała Gaja, który do jesieni 1944 dowodził czołgiem 228. 